# Czornyj Otrog
Czornyj Otrog (ros. Чёрный Отрог) – wieś w obwodzie orenburskim w Rosji.
Położona ok. 80 km ok. Orenburga, założona w 1827 przez Kozaków. Nazwa (dosłownie „Czarna grań”) pochodzi od bezdrzewnych, „czarnych” grani.

## Urodzeni w Czornym Otrogu
- Wiktor Czernomyrdin – rosyjski polityk